# Ferrari 12Cilindri
Ferrari 12Cilindri är en sportbil som den italienska biltillverkaren Ferrari introducerade i maj 2024.
Bilen har en tolvcylindrig sugmotor och bakhjulsstyrning. Priset startar på €395 000.
Versioner:
| Modell     | Motor               | Cylindervolym | Effekt                 | Vridmoment             | Bränslesystem     |
| ---------- | ------------------- | ------------- | ---------------------- | ---------------------- | ----------------- |
| 12Cilindri | 12-cyl V-motor DOHC | 6496 cm³      | 830 hk vid 9 250 v/min | 678 Nm vid 7 250 v/min | Direktinsprutning |

## Bilder

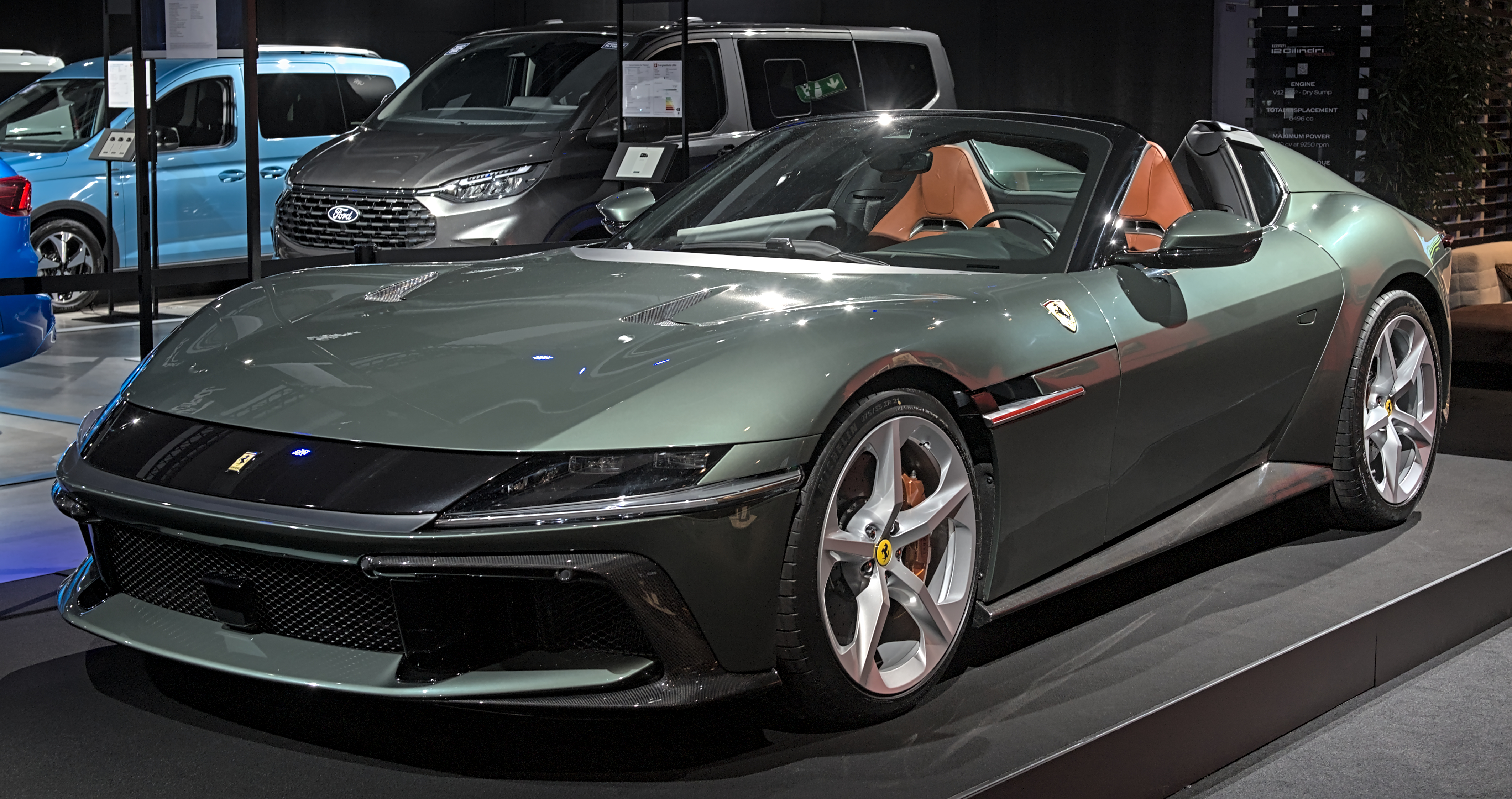
12Cilindri Spider